# Moroteuthopsis
Il genere Moroteuthopsis Pfeffer, 1908 appartiene alla famiglia degli Onychoteuthidae ed è composto da calamari di grandi dimensioni, distribuiti prevalentemente nelle acque sub-antartiche e antartiche. In precedenza, questo genere era noto come Kondakovia, ma studi filogenetici recenti hanno portato alla sua riclassificazione come Moroteuthopsis.

## Descrizione
Gli esemplari di Moroteuthopsis presentano tentacoli dotati di uncini e ventose marginali lungo le clave tentacolari, una caratteristica distintiva all'interno della famiglia Onychoteuthidae. Il mantello è morbido e carnoso, con una superficie che può presentare creste longitudinali o una struttura reticolata, a seconda della specie. Il gladio, una struttura interna simile a una penna, non è visibile attraverso la pelle dorsale.

## Distribuzione e habitat
Le specie di Moroteuthopsis abitano principalmente le acque epipelagiche e mesopelagiche dell'Oceano Meridionale, con una distribuzione che può essere circumpolare, estendendosi fino a regioni sub-antartiche come la Georgia del Sud e il Mar di Tasman.

## Biologia
Questi calamari svolgono un ruolo significativo nella catena alimentare marina dell'Oceano Meridionale. Sono prede per numerosi predatori, tra cui squali, albatros, capodogli e pinguini. La loro dieta è composta principalmente da krill, ma possono nutrirsi anche di altri crostacei e pesci lanterna.

## Specie
Attualmente, il genere Moroteuthopsis comprende due specie riconosciute:
- Moroteuthopsis ingens (E. A. Smith, 1881)
- Moroteuthopsis longimana (Filippova, 1972)

La prima, Moroteuthopsis ingens, è diffusa nelle acque della Nuova Zelanda e sub-antartiche, prevalentemente a profondità comprese tra 250 e 900 metri. La seconda specie, Moroteuthopsis longimana, è conosciuta anche come calamaro gigante verrucoso o calamaro dalle braccia lunghe. Questa specie può raggiungere una lunghezza del mantello di almeno 85 cm, con esemplari che probabilmente superano i 115 cm. Il più grande esemplare completo registrato misurava 2,3 metri in lunghezza totale ed è stato trovato in Antartide nel 2000.